# Das Phantom der Oper (1990)
Das Phantom der Oper ist eine 1990 erstmals ausgestrahlte, zweiteilige TV-Miniserie, die lose auf dem gleichnamigen Roman von Gaston Leroux basiert, von der NBC ausgestrahlt und von Hexatel und Saban/Scherick in Zusammenarbeit mit Starcom, TF1, Reteitalia, Beta-Film, BR und ORF produziert wurde. Regie führte Tony Richardson.

## Handlung
Die Handlung findet im späten 19. Jahrhundert in der Pariser Opéra Garnier statt. Teil 1 beginnt mit der weiblichen Hauptfigur Christine Daee, die, ärmlich gekleidet, die Oper aufsucht (von dem imposanten Gebäude sichtlich beeindruckt), um den Direktor Gérard Carrière um Gesangsunterricht zu bitten, den der Graf de Chagny, der sie hatte singen hören, ihr versprochen hat. Die anderen Frauen, die dem Ensemble der Oper angehören, bekommen dies mit und teilen Christine mit, dass sie alle zu den Freundinnen des Grafen gehören.
Zur selben Zeit stellt sich heraus, dass Carrière soeben vom neuen Besitzer der Oper, Alain Cholet, entlassen wurde. Christine erfährt diese Nachricht von dem Portier Jean-Claude. Er will ihr helfen und sie zu Cholet bringen, damit dieser ihr vielleicht Gesangsstunden bewilligt. Die beiden sind dabei, als Carrière öffentlich bekannt macht, dass er das Opernhaus verlässt, ohne zu sagen, dass er entlassen wurde. Die Mitarbeiter zeigen sich alles andere als begeistert vom neuen Direktor und dessen Frau Carlotta, die der neue Star der Oper ist. Plötzlich fliegt ein Zettel auf die Bühne: eine Nachricht des Phantoms, wie die Mitarbeiter beunruhigt feststellen. Cholet verlangt eine Erklärung von Carrière, die er auch in der Halle der Oper mitgeteilt bekommt: Ein Geist lebe in den Gewölben der Oper, und niemand dürfe sie betreten, denn das sei einzig das Reich des Phantoms, wie er sich zu nennen pflegt. Der Kostümverwalter Carlottas, Buquet, den sie in die Gewölbe geschickt hatte, um eine Inventarliste anzufertigen, habe das Reich unerlaubterweise betreten. Nun ist er verschwunden. Doch noch weiß nicht einmal Carrière, dass der Mann tot ist, ermordet vom Phantom. Cholet glaubt Carriére nicht und verhöhnt ihn. Dieser gelangt nun durch einen Geheimgang zu dem Phantom, das berichtet, Buquet sei tot. Carrière teilt ihm mit, dass er entlassen wurde. Das ist eine schlechte Nachricht für Erik, wie das Phantom heißt, denn der neue Direktor glaubt nicht an Geister und hat keine Ehrfurcht vor ihm und seinen Regeln. Carrière fälscht ein Kündigungsschreiben Buquets, damit Carlotta keine Fragen stellt. Nachdem Christine Cholet um Gesangsunterricht gebeten hatte und er ihr von ihm und Carlotta trotz ihres Fürsprechers, des Grafen, verweigert wurde, erlaubt Carlotta ihr, ihre neue Garderobiere zu sein. Jean-Claude erlaubt ihr, in einem Winkel der Kellergewölbe zu schlafen, da Christine keine Geld für eine Unterkunft hat. In der Nacht läuft Christine, trotz des Verbots Jean-Claudes, singend durch die Oper. Erik hört ihre schöne Stimme und empfindet sie als ungleich angenehmer als die Carlottas. Er beobachtet sie lange und ausführlich während ihrer Arbeit.
Eines Abends spricht er sie schließlich an und bietet an, ihr Unterricht zu erteilen, da ihre sehr schöne Stimme noch ungeschult klänge. Seine einzige Bedingung ist es, dass er seine Anonymität bewahrt und seine Maske aufbehält. Christine nimmt an. Unterdessen beklagt sich Cholet bei Inspector Ledoux über die Drangsalierungen des Phantoms: Er schreibt andauernd Briefe, in denen er zum Beispiel Carlottas Besetzung als Hauptfigur kritisiert und außerdem fordert, dass Loge 5 bei jeder Vorstellung für ihn reserviert wird. Trotz des Einwandes Ledoux’, der ihn darauf hinweist, der alte Direktor habe das immer getan und alles sei gut verlaufen, will Cholet diese Bedingungen nicht einhalten.
Der Abend von Carlottas Pariser Debüt ist gekommen. Auf dem Spielplan steht Norma mit ihr in der Titelrolle. Natürlich manipuliert das Phantom die Aufführung: Er versieht ihre Perücke mit einem Juckpulver, so dass Carlotta auf der Bühne Juckreiz bekommt, zunächst nur die Augen wild verdreht, sodann ihren Kopf am Bühnenbild schabt und schließlich die Perücke von ihrem Kopf reißt, was beim Publikum für viel Gelächter sorgt. Einzig sie selbst und ihr Ehemann finden das gar nicht zum Lachen. In Cholets Büro hören die beiden die Stimme des Phantoms, die ihnen verkündet, sie seien gewarnt gewesen und sie sollten schleunigst verschwinden, dann hätten ihre Qualen ein Ende. Inspector Ledoux sagt ihnen jedoch, es sei eine Wahnvorstellung aufgrund ihrer überstrapazierten Nerven. Das nächste Stück wird ebenfalls so manipuliert, dass Carlotta sich blamiert, also weigert sie sich, in Zukunft aufzutreten. Dann kommt Phillippe de Chagny nach Paris und lädt das gesamte Ensemble in ein Lokal ein, wo traditionell jeder singt. Besonders Christine legt er ans Herz zu kommen und entschuldigt sich dafür, dass sie nur Garderobiere geworden ist.
Für Christine ist es die Chance, ihr Können zu zeigen, denn Erik kann ihr nichts mehr beibringen. Er gibt ihr ein Kleid für ihren Auftritt und hilft ihr, sich fertig zu machen. Carlotta erfährt im Bistro, dass ihr Mann die Oper Faust wieder auf den Spielplan gesetzt hat, mit ihr als Margarethe, doch sie will erst wieder singen, wenn das Phantom gefasst ist. Der Graf bittet sie, unterdessen seiner Nichte (er meint damit Christine) Gesangsunterricht zu geben. Im Gegenzug dazu will er die Oper finanziell unterstützen. Dann kommt Christine, und Carlotta verspottet sie, weil sie nicht glaubt, dass die „Nichte“ singen kann. Christine beginnt zu singen, doch Carlotta kommt ebenfalls auf die Bühne, um über sie zu triumphieren, aber Christine schafft es, eine höhere Tonlage zu halten und sehr virtuos zu singen, so dass Carlotta schließlich die Bühne verlässt und Cholet begeistert ist und Christine engagieren will. Der Graf stellt Christine Carrière vor, der ihr erzählt, dass sie ihn an eine Sängerin erinnert, die Christine jedoch nicht kennt. Phillippe und sie verlassen das Bistro gemeinsam in seiner Kutsche, beobachtet vom Phantom, das draußen Christines Gesang gelauscht hat.
Phillippe und Christine fahren ins Grüne, wo sie schließlich feststellen, dass sie einander kennen: Christine war in jungen Jahren einst Küchenmädchen im Hause Chagny, ihr Vater, ein talentierter Geiger, hat dort ebenfalls gearbeitet. Dort traf sie auf den jungen Phillippe und die beiden freundeten sich an, doch als seine Gouvernante ihre Freundschaft entdeckte, wurde Christines Vater entlassen und die beiden mussten das Grundstück verlassen.
Christine und Phillippe küssen sich, doch dann fällt ihr Erik ein, der auf sie in ihrem Musikzimmer wartet, und sie lässt sich zur Oper fahren. Doch Erik ist bereits weg. In ihrem Versteck wird sie von Carlotta aufgesucht, die wissen will, wer Christines Lehrer ist. Als Christine so sehr bedrängt wird, verrät sie schließlich, dass sie seinen Namen nicht kennt und dass er eine Maske trägt. Diese Information überbringt Carlotta gleich ihrem Mann, der nun weiß, dass es sich um das Phantom handelt und Christine die Rolle als Margarethe in Faust anbietet, in dem Wissen, dass Ledoux das Phantom vielleicht fangen kann.
Dies berichtet Christine Erik, der sehr erfreut ist. Doch Christine lügt ihn an und behauptet, sie wäre nicht mit Phillippe weggefahren, sondern mit Carlotta. Nun bekommt sie ein schlechtes Gewissen, sagt ihm doch die Wahrheit und fällt ihm vor Dankbarkeit in die Arme, was Erik völlig aus der Bahn wirft.
Vor Christines erstem großen Auftritt manipuliert Carlotta sie so, dass sie unglaublich nervös ist, und bietet ihr einen „Kräutertrank“ an, der die Nerven beruhigen soll, doch stattdessen sorgt er dafür, dass Christines Stimme auf der Bühne versagt. Erik ist völlig außer sich und Ledoux, der Loge 5 im Auge behalten hat, schickt seine Männer, das Phantom zu fangen. Als Christine völlig verzweifelt von der Bühne fliehen will, weil das Publikum sie ausbuht, sorgt Erik dafür, dass der massive Kronleuchter von der Decke stürzt.
Teil 2 setzt direkt dort ein, wo der erste Teil aufhörte. Der Kronleuchter ist von der Decke gestürzt und versetzt das gesamte Opernhaus in Panik. Erik fängt Christine ab und entführt sie in sein unterirdisches Reich. Phillippe folgt den beiden, aber er kennt nicht die Geheimgänge und findet sie daher nicht. Erik bringt die staunende Christine immer tiefer in sein Reich zu einem Bett, in das sie sich erschöpft legt, und singt sie in den Schlaf. Die Verletzten werden nach dem Unglück aus der Oper getragen. Cholet glaubt, ruiniert zu sein. Unterdessen führt Ledoux seine Männer in das Gewölbe des Phantoms, um es festzunehmen, doch als die Gruppe sich aufteilt, sterben drei Polizisten durch die Fallen Eriks.
Als Christine aufwacht, läuft sie durch die Gewölbe und findet sein Reich immer unheimlicher, vor allem, da überall Bilder stehen, auf denen eine Frau abgebildet ist, die Christine zum Verwechseln ähnlich sieht.
Erik findet unterdessen heraus, dass Christine manipuliert wurde, und rächt sich an Carlotta, indem er sie mit Ratten überschüttet. Dann wird er von Carrière aufgesucht, der ihn bittet, Christine gehen zu lassen, doch Erik weigert sich beharrlich und droht sogar damit, das Opernhaus in die Luft zu sprengen.
Carrière spricht heimlich mit Christine, die erst jetzt erfährt, wie ihr Maestro heißt und dass die anderen ihn als das Phantom der Oper kennen. Er bittet sie inständig zu fliehen, weil Erik sie für immer in den Gewölben gefangen halten würde. Dann erzählt er ihr, dass Erik nicht nur in sie verliebt ist, er sieht in ihr auch große Ähnlichkeit zu seiner Mutter, der Frau auf den Bildern, die früh starb und deren Stimme der Christines sehr ähnelt. Nun will sie erfahren, warum er in diesen Gewölben lebt, und Carrière berichtet ihm, dass es sein Gesicht ist, welches er immer verbirgt. Doch Christine will wissen, wer ihn versorgt hat, als seine Mutter starb, und Carrière gesteht ihr, dass er es war, weil er Eriks Vater sei. Nun erzählt Carrière ihr von Eriks Mutter: Sie war Ballettschülerin und er eine Art Aushilfe. Obwohl sie jeden Mann hätte haben können, verliebte sie sich in ihn. Sie hatte eine außergewöhnliche Stimme, die sie nur mit ihm teilte, weil sie Gesang als etwas sehr Intimes empfand. Doch er überredete sie zu einem Vorsingen, welches sie auf Anhieb bestand, und sie wurde zum Pariser Opernstar. Doch ihr war der Ruhm egal, sie dachte nur an ihn. Schließlich wurde sie von ihm schwanger und wollte heiraten, doch er war bereits verheiratet, als er nach Paris kam. In seiner Heimat erwartete ein Mädchen angeblich ein Kind von ihm und er hatte dieses Mädchen daher geheiratet; da sie einander nicht liebten, war er mit ihrem Einverständnis fortgegangen. Als er Eriks Mutter auf ihre Frage, ob er sei heiraten wolle, keine Antwort gab, wollte diese sich ertränken, doch er konnte sie retten und ging fort. Er sah sie erst wieder, als sie, völlig zerlumpt eingekleidet, einer Zigeunerin ein dubioses Getränk abkaufte, welches das Kind abtreiben sollte. Sie nahm nur einen Schluck, dann nahm er es ihr weg, doch es hatte die Wehen eingeleitet und da die beiden keine bessere Unterkunft hatten, brachte er sie in den Stall neben der Oper, wo sie Erik zur Welt brachte. Der Junge hatte ein extrem entstelltes, abstoßendes Gesicht, doch das sah sie nicht. Sie sang ihm stundenlang vor, und seine Augen strahlten. Eines Nachts starb sie, Erik überlebte das Fieber. Da er sie sehr vermisste, weinte er, und so entstand die Legende von einem Gespenst in den Kellergewölben. Als Carrière Intendant wurde, wurde er von Erik, der nicht wusste, dass Carrière sein Vater ist, beraten. Carrière bittet Christine noch einmal, das Opernhaus zu verlassen. Doch sie lehnt ab: Sie will zuvor mit Erik sprechen und will nicht glauben, dass er sie niemals fortgehen lässt. Carriére kann nichts tun; er verlässt das Gewölbe und trifft auf Ledoux. Dieser will etwas über das Phantom erfahren. Carrière willigt schließlich ein, ihm zu helfen.
Christine sucht Erik auf, der mit ihr ein Picknick in seinem Reich macht. Sie bittet ihn, die Maske abzunehmen, und er lässt sich schließlich überzeugen. Christine fällt jedoch in Ohnmacht, als sie sein Gesicht sieht. Daraufhin beginnt Erik sämtliche Statuen in seinem Gewölbe zu zerstören, alles durcheinanderzubringen. Als Christine, wieder erwacht, fliehen will, sperrt er sie ein.
Carrière bittet Phillippe um Hilfe und will wieder hinuntergehen. Währenddessen kann Christine sich befreien und läuft weg, doch das Phantom verfolgt sie. Sie kann sich in letzter Sekunde in die Eingangshalle retten, wo die beiden Männer schon warten, um sie zum Landsitz des Grafen fortzubringen. Dort nimmt Christine die Schuld auf sich und will zurück, denn sie will Erik nicht noch mehr verletzen. Damit beleidigt sie Phillippe, der noch zu Carrière sagte, er habe Christine immer geliebt. Carrière erklärt Phillippe, Christine würde Erik anders lieben, als sie ihn liebt. Doch als Christine träumt, Erik würde sterben, will Phillippe verhindern, dass sie zu ihm fährt. Er lässt sich überzeugen, es aus Liebe zu ihr zu tun. In Paris geht Carrière wieder zu Erik, während Christine und Phillippe mit Cholet sprechen und ihn bitten, sie bei ihrem Plan, das Phantom zu beruhigen, zu unterstützen. Ihr Plan ist es, Faust zu singen, um Erik von ihrer Liebe zu ihm zu überzeugen.
Carrière redet mit Erik und berichtet ihm, dass er sein Gesicht bereits gesehen hat und dass er sein Vater ist. Erik ist nicht überrascht, er sagt nur, dass er sich gefragt hat, wann Carrière das sagen würde.
Erik hört den Gesang und gelangt mit letzter Kraft in die Loge 5. In der Kerkerszene entdeckt Christine ihn und singt für ihn, woraufhin er den Gesang von Faust übernimmt. Er entdeckt, dass die Polizei auf ihn schießen will, und entführt Christine aufs Dach, verfolgt von Philippe, Carrière, ebenfalls bewaffnet, und der Polizei. Auf dem Dach kommt es zum Kampf zwischen Phillippe und Erik, im letzten Augenblick tötet Erik ihn, auf das Flehen Christines hin, doch nicht. Erik ist machtlos: Christine ist sicher aufgehoben in Phillippes Armen, die Polizisten könnten zwar auf ihn schießen, doch Ledoux verbietet es, denn er will ihn lebendig, und ergeben will er sich nicht. Daher bedeutet er seinem Vater, ihn zu erschießen. Aufgrund des stummen Flehens seines Sohnes tut Carrière dies. Erik stürzt und landet unweit von Carrière, welcher die Polizisten fernhält und ihn in seinen Armen hält. Nun kommt auch Christine, welche trotz Eriks kraftlosen Widerstandes die Maske von seinem Gesicht löst und ihn auf die Stirn küsst. Erik stirbt in den Armen seines Vaters. Christine fängt an zu weinen und lässt sich von Phillippe vom Dach der Oper führen.

## Synchronisation
Die deutsche Synchronfassung entstand bei den dB-Tonstudios, München. Andreas Pollak schrieb das Dialogbuch und Klaus E. Laurien führte Regie.
| Rolle                     | Schauspieler                 | Sprecher          |
| ------------------------- | ---------------------------- | ----------------- |
| Gerard Carrière           | Burt Lancaster               | Holger Hagen      |
| Christine Daee            | Teri Polo Michele Lagrange   | Maud Ackermann    |
| Erik/Das Phantom der Oper | Charles Dance Gérard Garino  | Randolf Kronberg  |
| Comte Phillippe de Chagny | Adam Storke                  | Philipp Moog      |
| Alain Cholet              | Ian Richardson               | Erik Schumann     |
| La Carlotta               | Andréa Ferréol Helia T'Hezan | Gudrun Vaupel     |
| Inspector Ledoux          | Jean-Pierre Cassel           | Reinhard Glemnitz |

## Auszeichnungen (Auswahl)
- Emmy (1990): Hairstyling für eine Miniserie, einen Fernsehfilm oder ein Spezial (gewonnen); Künstlerische Leitung in einer Miniserie, einem Film oder einem Spezial (gewonnen)
- Golden Globe (1991): Beste Mini-Serie oder TV-Film (nominiert); Bester Hauptdarsteller – Mini-Serie oder TV-Film: Burt Lancaster (nominiert)

## Kritik
„Eine gegenüber der ursprünglichen Romanvorlage reichlich abgewandelte Theaterverfilmung des klassischen Stoffes. Darstellerisch eindrucksvoll, aber teils klischee- und kulissenhaft ins Groteske überzogen, wird der (Fernseh-)Film zunehmend psychopathologischer und damit unglaubwürdiger und abgeschmackter.“

## Musik

### Opern
- Faust von Charles Gounod
- La traviata von Giuseppe Verdi
- Norma von Vincenzo Bellini

### Verwendete Musik
- Die für den Film komponierte Musik stammt von John Addison. Sie wurde mit der Ungarischen Staatsoper eingespielt.
- Neben dieser Musik und der Opernmusik kommen auch französische Volkslieder vor, zum Beispiel Auprès de ma blonde.
- Die Melodie, die Erik Christine in seinem Versteck vorsummt, ist das Thema der Offertoire pour la Messe de minuit en Ré mineur (1858) von César Franck.
- Die Arie, die Christine im Bistro singt, heißt Par le rang et par l’opulence und stammt aus der Oper La fille du régiment.
- Es kommen außerdem noch Stücke aus folgenden Opern im Film vor: La traviata, Norma und Faust.

## Unterschiede zu anderen Adaptionen
- Das Phantom ist freundlicher als in den meisten Filmen und dem Buch, wo es oft böse und hinterhältig dargestellt wird. In dieser Version hat es menschliche Züge, hilft Christine und hat für seine Wut und seine Zurückgezogenheit Gründe, die in seiner Vergangenheit liegen.
- Im Gegensatz zu den meisten Versionen basiert dieser Film auf dem Musicals von Arthur L. Kopit und Maury Yeston.
- In dieser Version sind Phillippe de Chagny und Christine ein Paar. Sonst ist es Raoul de Chagny, der jüngere Bruder Phillippes.
- Christines Geliebter ist hier anders dargestellt. In der Mehrheit der Versionen ist er eher ruhig und schüchterner, in dieser ist er ein Lebemann, was in den anderen Versionen dem älteren Bruder entsprechen würde.
- Der Charakter der Madame Giry taucht hier nur am Rande auf und hat keine Bedeutung für den Verlauf die Geschichte; der Charakter ihrer Tochter, Meg Giry, fehlt völlig.
- Das Gesicht des Phantoms ist nie zu sehen, bis auf die Sequenzen, wo man ihn als Kind sieht, doch man kann nichts Genaues erkennen.
- Das Phantom hat hier zahlreiche Masken.
- Carrière, der ehemalige Direktor, ist Eriks Vater.
- Christine erinnert das Phantom an seine Mutter, die ihn sehr liebte. In den anderen Versionen besteht dieser Zusammenhang nicht; zudem hat seine Mutter ihn auch verstoßen.
- Diese ist die einzige Adaption, die am Originalschauplatz des Romans, der Opera Garnier, gedreht wurde.
  - Einzig die „Lagune“ des Phantoms war ein Studioset.
  - 1963 schuf Marc Chagall ein neues, moderneres Deckengemälde für die Kuppel und damit nicht mehr dasjenige zur Zeit der Handlung.